# 762

## Догађаји
- Википедија:Непознат датум — Владавина династије Абасида у Багдаду.

- Винех, каган Бугарског царства, умире након шестогодишње владавине. Наслеђује га Телец, чиме се окончава владавина клана Вокил и почиње владавина клана Угаин.
- Ал-Ала ибн Мугит, присталица Абасидске династије, поражен је од стране омејадског емира Ал-Андалуза, Абд ел-Рахмана I, код Беже (данашњи Португал).
- Краљ Етелвалд од Нортумбрије жени се својом краљицом, Етелтритом, у Катерику (Северни Јоркшир).
- 30. јул – Калиф Ел-Мансур премешта седиште Абасидског калифата из Куфе у нову престоницу Багдад.
- 25. септембар – Почиње Алидски устанак: Мухамед ел-Нафс ел-Закија подиже устанак против Абасида у Медини, а затим његов брат Ибрахим ибн Абдалах у Басри почетком 763. Мухамедова побуна је угушена, а њега убијају абасидске трупе под вођством Исе ибн Мусе.
- Кинески званичник Ли Фугуо убија царицу Џанг, супругу цара Су Зонга. Убрзо након тога Су Зонг умире од срчаног удара; наследио га је син Даи Зонг, који убија Лија.

## Смрти
- Винех

- Ли Бај